# Innomotics

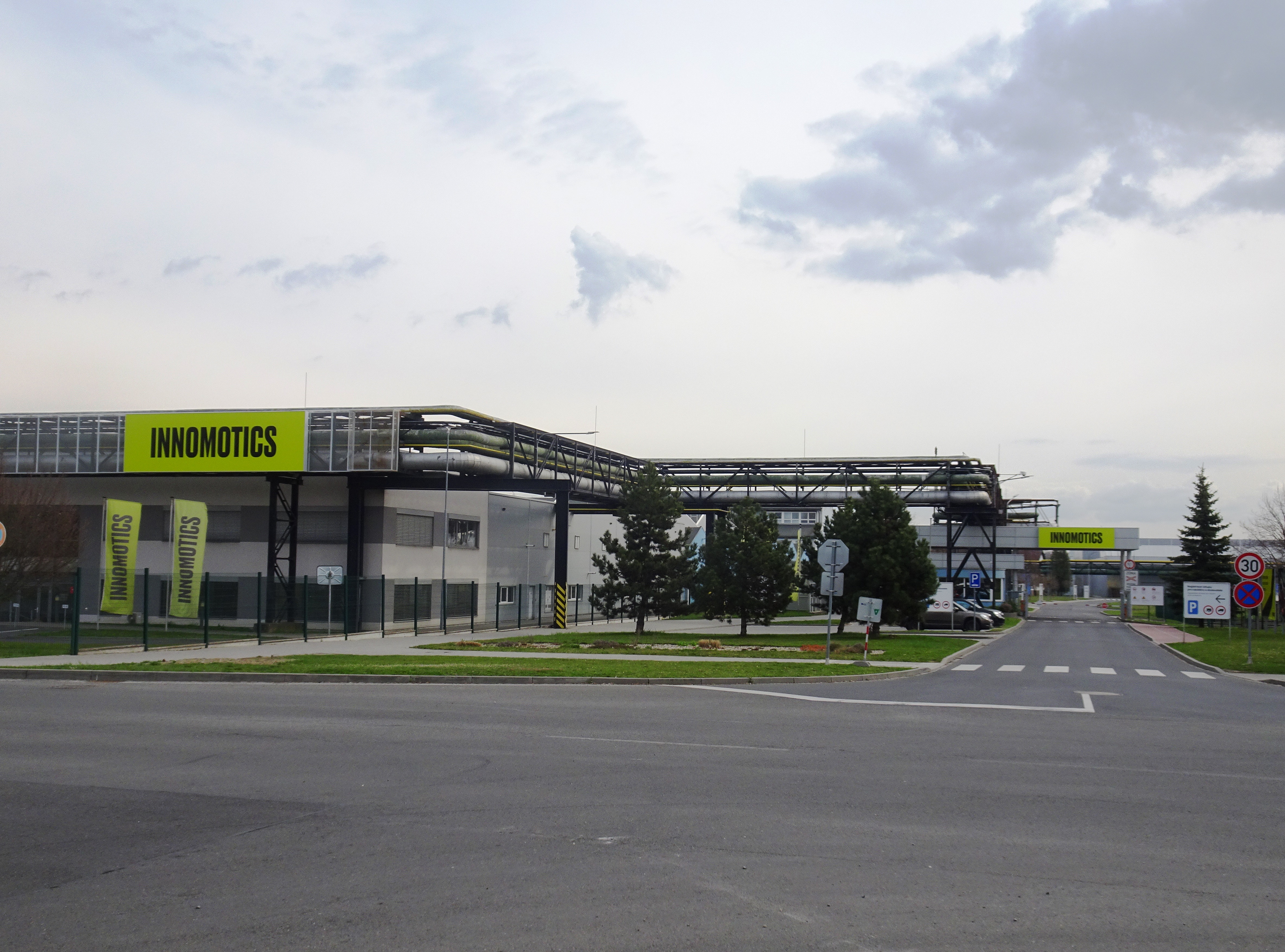
Werk in Mohelnice

Innomotics ist ein deutscher Elektromotorenkonzern mit Sitz in Nürnberg. Das Unternehmen entstand am 1. Juli 2023 durch die Ausgliederung der entsprechenden Geschäftssparte des Siemens-Konzerns in Deutschland. Hierzu zählen auch die bisherigen direkten Siemens-Töchter Sykatec und Weiss Spindeltechnologie. Die globale Ausgliederung sollte nach Siemens-Angaben bis Oktober 2023 vollzogen werden. Im Mai 2024 gab Siemens den Verkauf von Innomotics an das US-Unternehmem KPS Capital Partners bekannt. Am 1. Oktober 2024 wurde der Verkauf in einem Wert von 3,5 Milliarden Euro abgeschlossen. 
Das Unternehmen produziert Nieder- und Hochspannungsmotoren, Mittelspannungs-Stromrichter, Getriebemotoren sowie Generatoren. In zwei weiteren Geschäftsbereichen werden Kundenservice und Gesamtlösungen angeboten.  